# Новоиверское
Новоиверское (укр. Новоіверське) — село в Новодонецкой поселковой общине Краматорского района Донецкой области Украины.

## Общие сведения
Население по переписи 2001 года составляло 94 человека. Почтовый индекс — 84043. Телефонный код — 6269.

## Местная власть
85010, Донецкая область, Краматорский район, пгт Новодонецкое, ул. Московская, 3.